# روان‌شناسی کارکردگرا

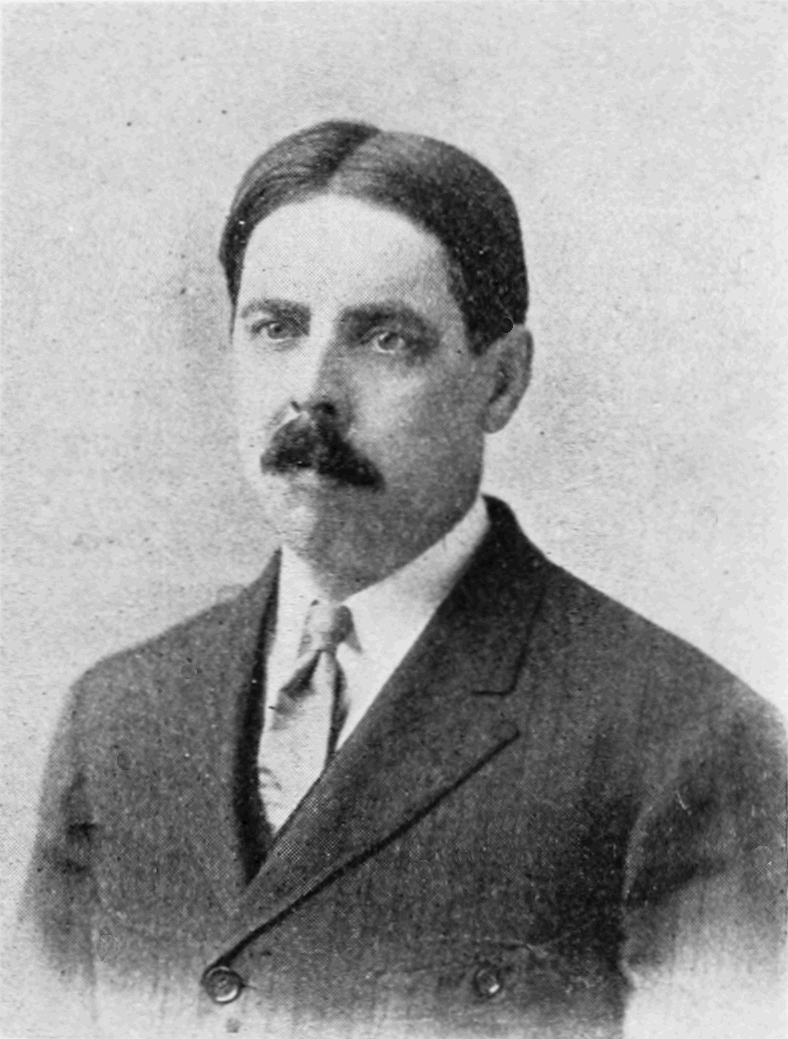
تصویر روان‌شناس کارکردگرا

روان‌شناسی کارکردگرا یا روان‌شناسی کارکردی یکی از رویکردهای نظری کلی در روان‌شناسی است که زندگی روانی و رفتار فرد را با توجه به سازگاری فعالانه با محیط فرد مورد بررسی قرار می‌دهد.